# Моли
Мо́ли (мн. ч.) — собирательное название для относительно мелких насекомых из отряда чешуекрылых (бабочек, Lepidoptera), ведущих преимущественно ночной и сумеречный образ жизни. Разделение отряда чешуекрылых на дневных бабочек и ночных бабочек достаточно распространено, однако не является научно обоснованным
Слово «моль» происходит от праслав. *molь, которое, по одной версии, является производным от *melti («молоть», и тогда этимологическое значение слова — «дробящее (повреждающее) насекомое»), а по другой — связано с др.-греч. μῆλον («мелкий скот»), ирл. míl («животное» — с этимологическим значением «мелкое животное».
В английском языке полного аналога русского слова «моль» нет. Словом англ. moth в англоязычных странах обозначают всех «ночных бабочек». 
Группа включает более 15 тысяч видов. Представители собирательной группы характеризуются мелкими и очень мелкими размерами. Размах крыльев 3—20 мм, редко до 40 мм (Cosmopterigidae и Coleophoridae) и крайне редко до 60 мм (Scardia — род семейства грибных молей). Голова широкая с торчащими волосками. Крылья узкие, часто с удлинённой бахромкой. Представители собирательной группы разнообразны по строению тела и жилкованию крыльев. Наиболее примитивными являются первичные зубатые моли (семейство Micropterigidae) имеющие одинаковое строение передних и задних крыльев и грызущий ротовой аппарат для питания пыльцой. Все сегменты тела их гусениц имеют конечности.
Моли распространены повсеместно, ряд видов (платяная моль) являются синантропами. Гусеницы различных семейств моли открыто питаются на растениях, прокладывают ходы внутри листьев — «минируют» листья (моли-малютки, Nepticulidae), развиваются в твёрдых трутовиках и роговых субстратах (настоящие моли), питаются растительными или животными остатками, грибами и лишайниками. Грибоядные гусеницы свойственны для семейства настоящие моли и, в особенности, для рода Tinea. Интересен факт, что гусеницы амбарной моли могут развиваться на ядовитой спорынье. Ряд видов является кератофагами и питается веществами животного происхождения: кожей, волосами, шерстью, роговыми веществами. Примерами служат представители семейства настоящие моли: платяная моль (Tineola biselliella), ковровая моль (Trichophaga tapetiella), шубная моль (Tinea pellionella), меховая моль (Tinea laevigella) и другие. Гусеницы молей рода Ceratophaga живут в рогах живых и мёртвых африканских антилоп и буйволов, питаясь кератином. А гусеницы вида Ceratophaga vicinella, обитающего в южной Флориде, питаются панцирями мёртвых черепах гофер-полифем.
Некоторые моли являются сельскохозяйственными вредителями (хлопковая моль, капустная моль, ржаная моль) плодовых деревьев (яблонная моль, Yponomeuta malinella), зерновых запасов (зерновая моль, амбарная моль) и шерсти (шубная моль, платяная моль, мебельная моль).

## Состав
В группу включают следующие семейства:
- Acrolepiidae
- Adelidae
- Agonoxenidae
- Autostichidae
- Batrachedridae
- Bedelliidae
- Blastobasidae
- Bucculatricidae
- Chimabachidae
- Choreutidae
- Coleophoridae
- Cosmopterigidae
- Douglasiidae
- Elachistidae
- Epermeniidae
- Eriocraniidae
- Gelechiidae
- Glyphipterigidae
- Gracillariidae
- Heliozelidae
- Hepialidae
- Incurvariidae
- Lyonetiidae
- Lypusidae
- Micropterigidae
- Momphidae
- Nepticulidae
- Oecophoridae
- Opostegidae
- Plutellidae
- Prodoxidae
- Roeslerstammiidae
- Schreckensteiniidae
- Scythrididae
- Stathmopodidae
- Tineidae
- Tischeriidae
- Yponomeutidae
- Ypsolophidae

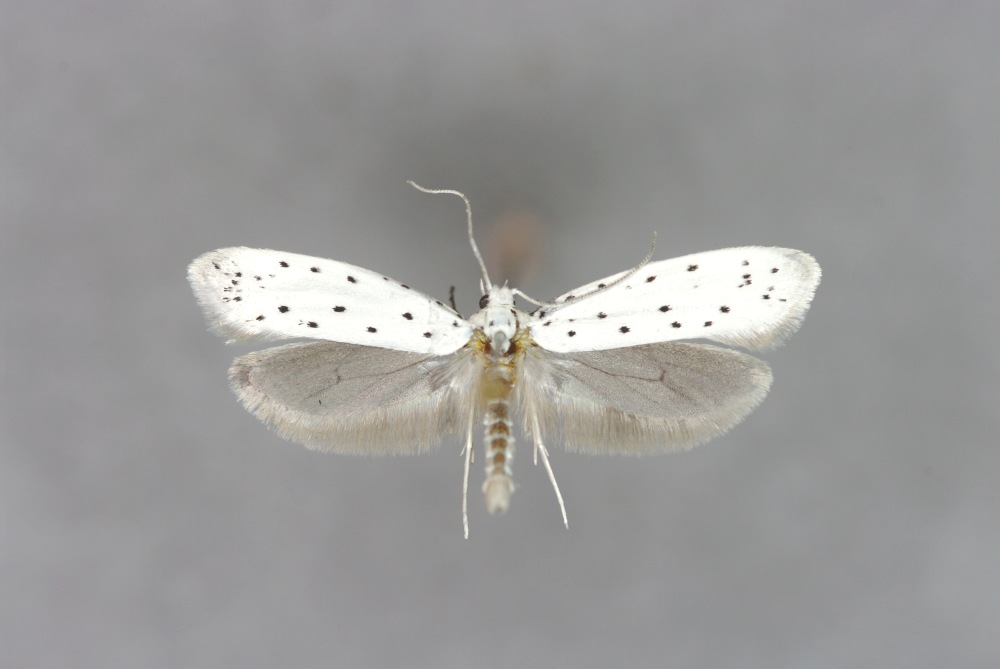
Yponomeuta malinellus
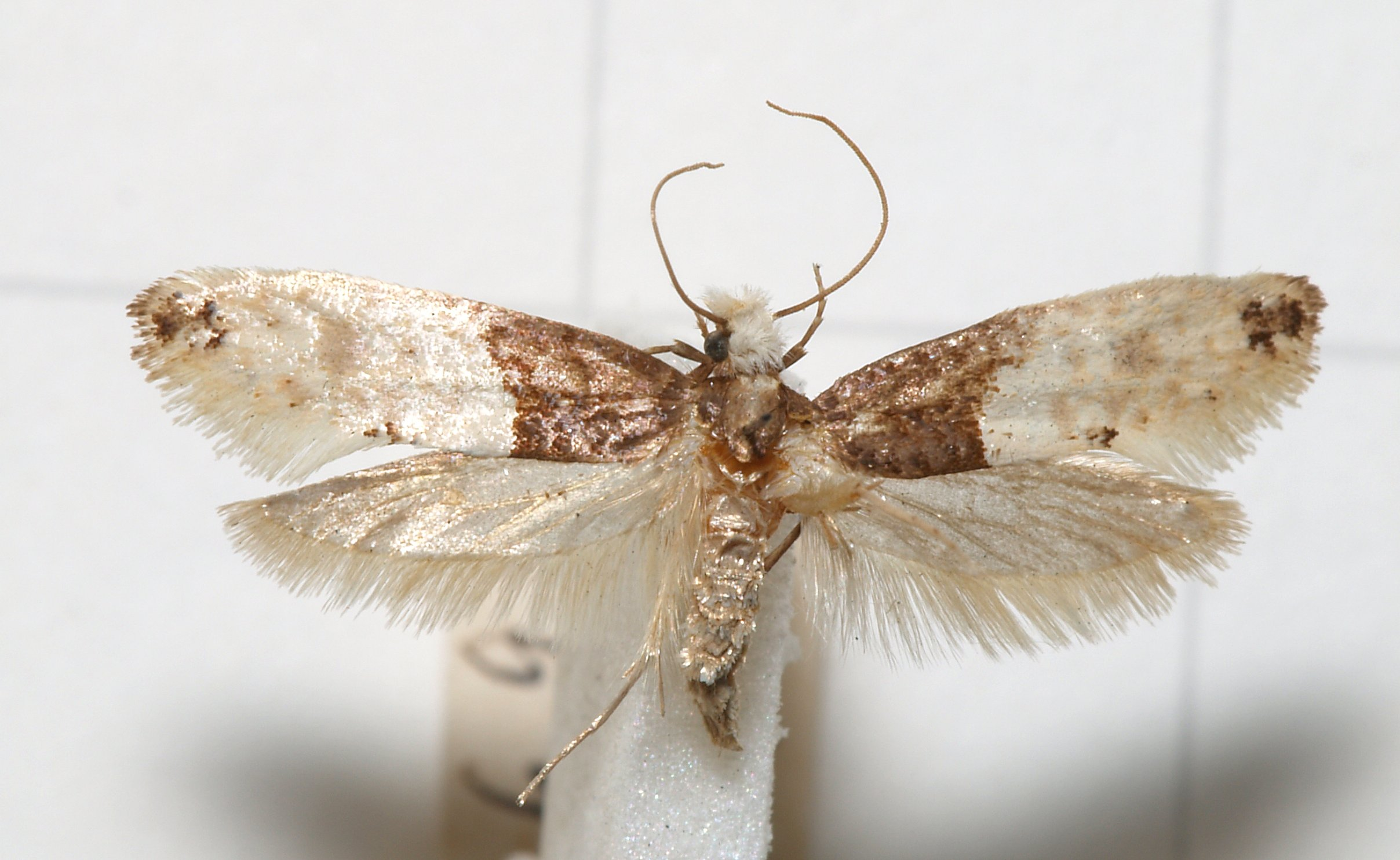
Trichophaga tapetzella
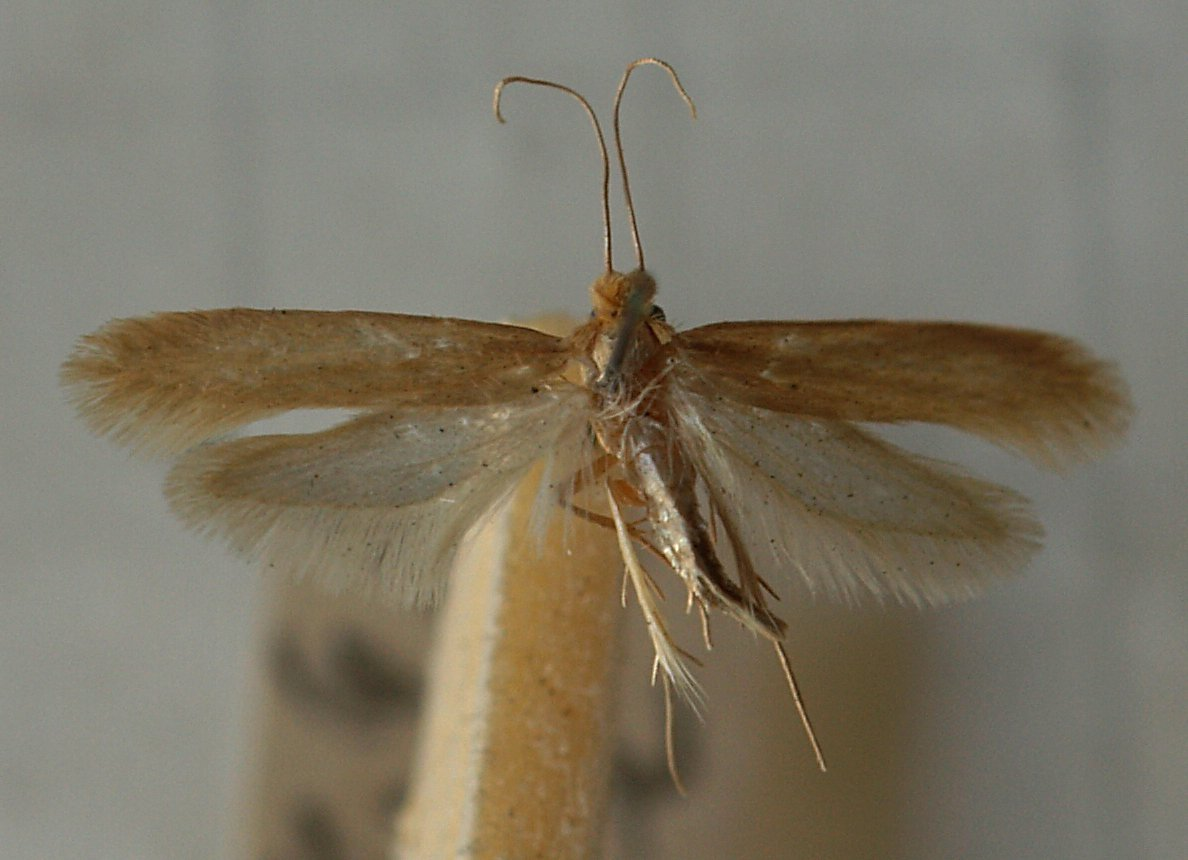
Tineola bisselliella
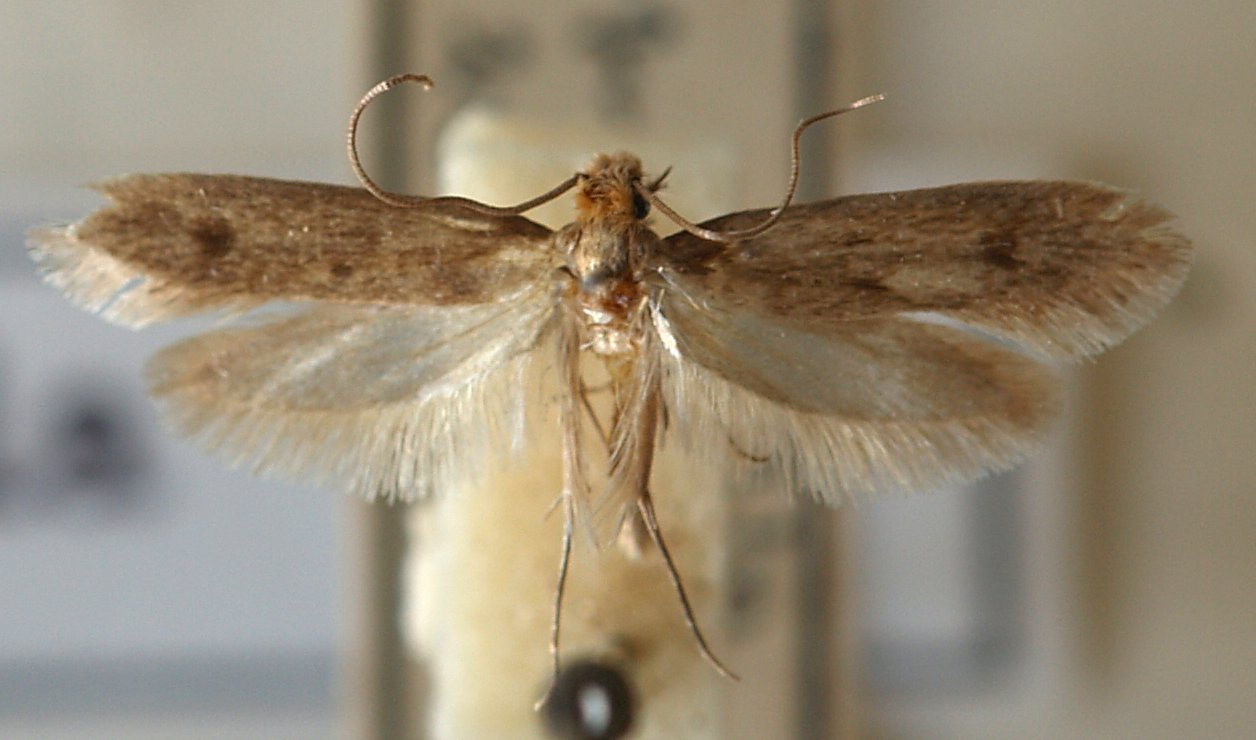
Tinea pellionella